# Арыкбалыкский сельский округ (Северо-Казахстанская область)
Арыкбалыкский сельский округ (каз. Арықбалық ауылдық округі) — административная единица в составе Айыртауского района Северо-Казахстанской области Казахстана. Административный центр — село Арыкбалык.
Население — 4622 человека (2009, 6530 в 1999, 8140 в 1989).

## История
Арыкбалыкский сельсовет образован в октябре 1922 году. 24 декабря 1993 года решением главы Кокчетавской областной администрации создан Арыкбалыкский сельский округ.
В состав сельского округа вошла территория ликвидированного Златогорского сельского совета (сёла Златогорка, Наследниковка, Мадениет).

## Состав
В состав округа входят такие населенные пункты:
| Населенный пункт    | Население, человек (1989) | Население, человек (1999) | Население, человек (2009) |
| ------------------- | ------------------------- | ------------------------- | ------------------------- |
| Агынтай батыра, аул | 996                       | 1015                      | 660                       |
| Арыкбалык, село     | 5480                      | 4010                      | 2851                      |
| Баян, село          | 324                       | 305                       | 219                       |
| Горное, село        | 272                       | 239                       | 202                       |
| Карасай батыра, аул | 383                       | 479                       | 446                       |
| Целинное, село      | 685                       | 482                       | 244                       |